# Kirche Boddin

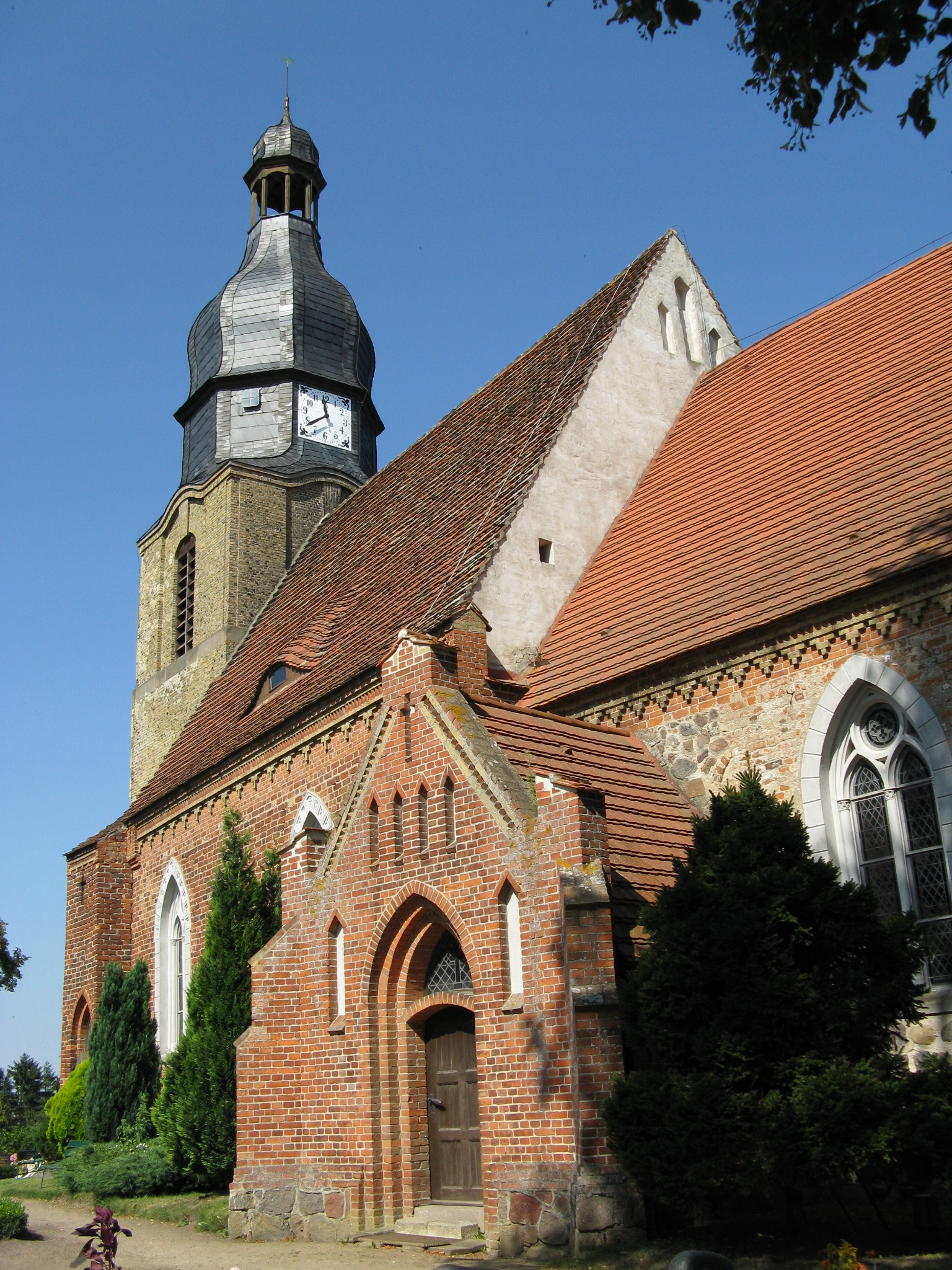
Evangelische Kirche in Boddin

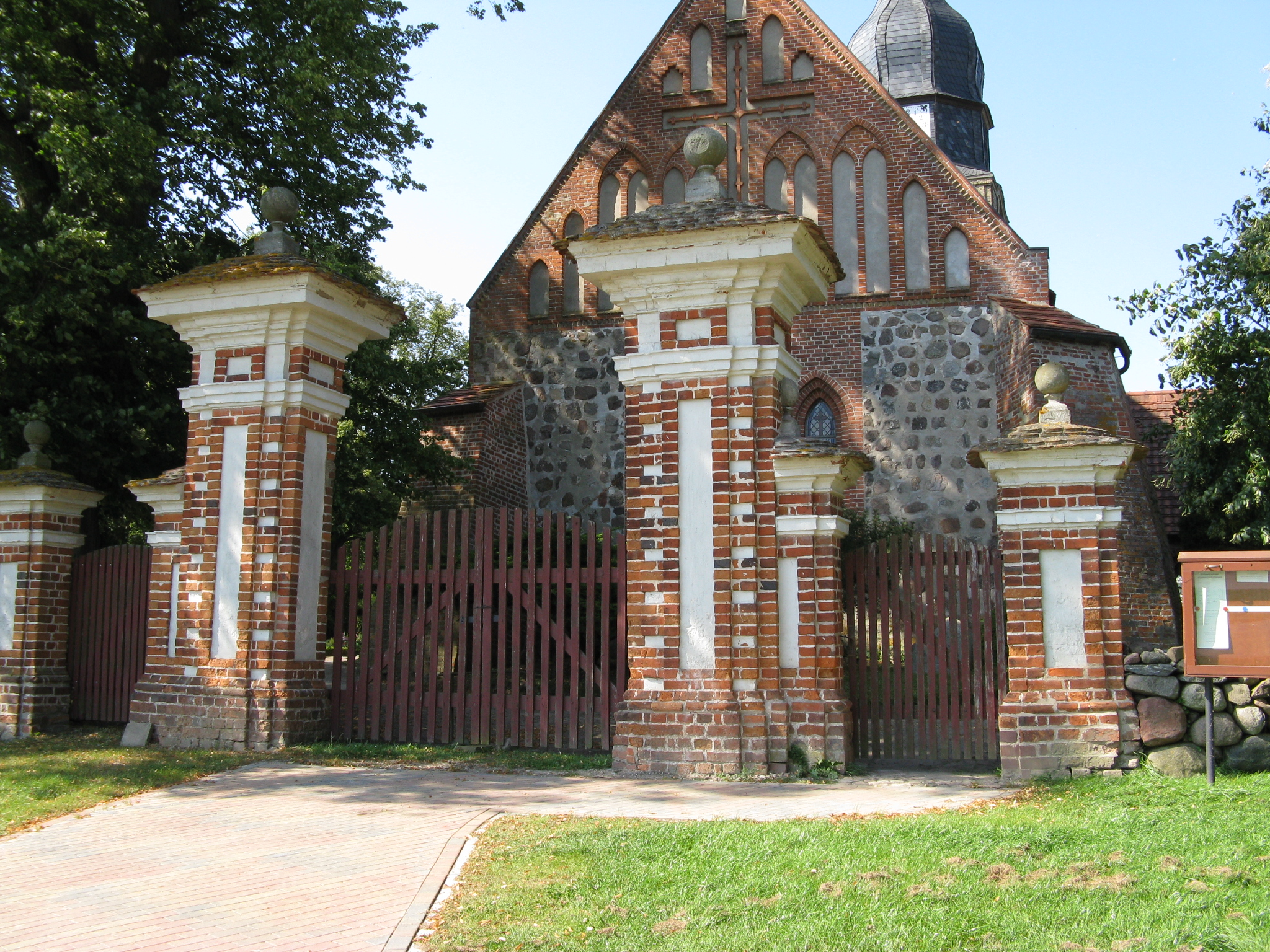
Kirche in Boddin, Eingangsportal zum Kirchhof

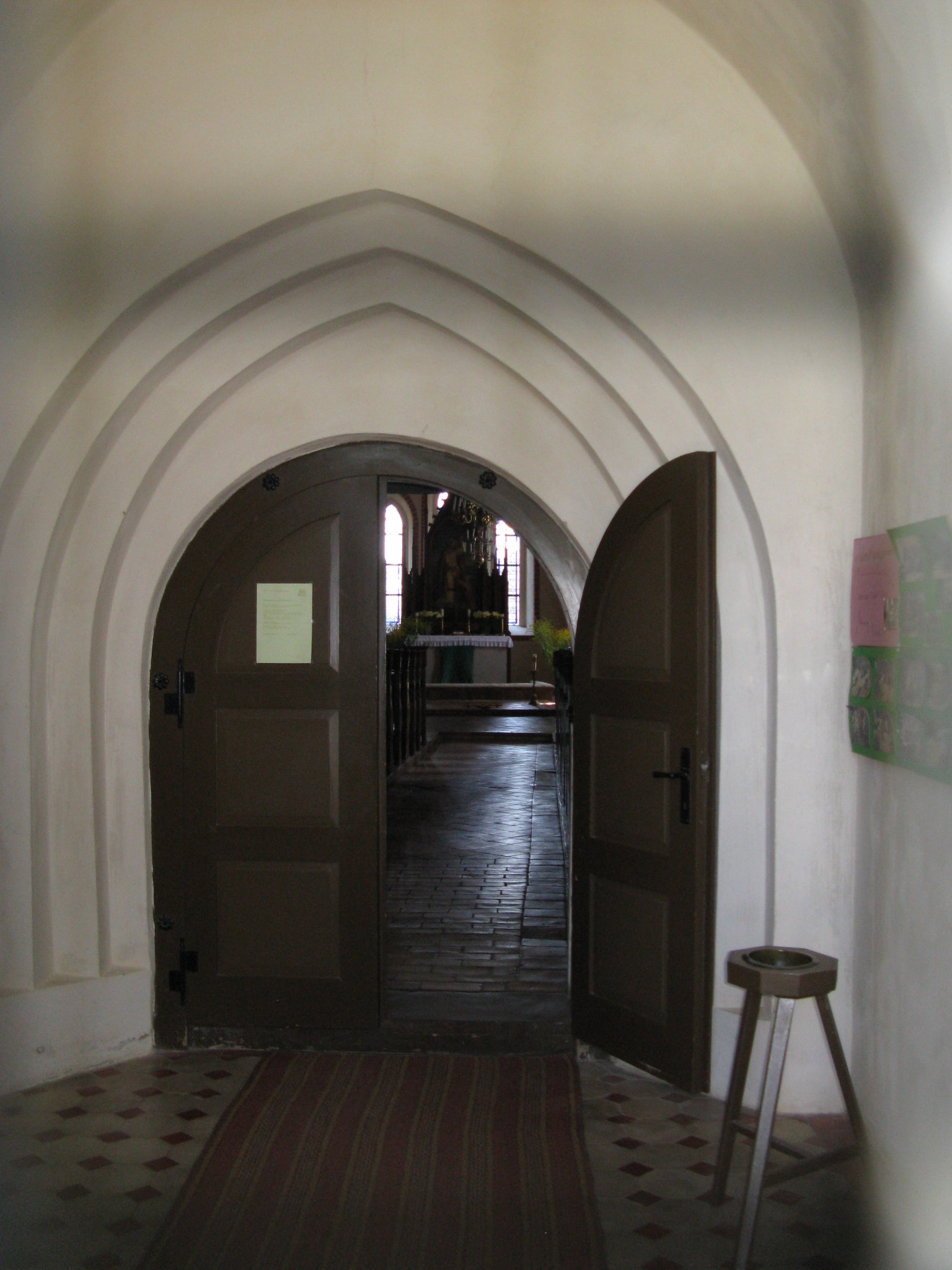
Blick in den Innenraum

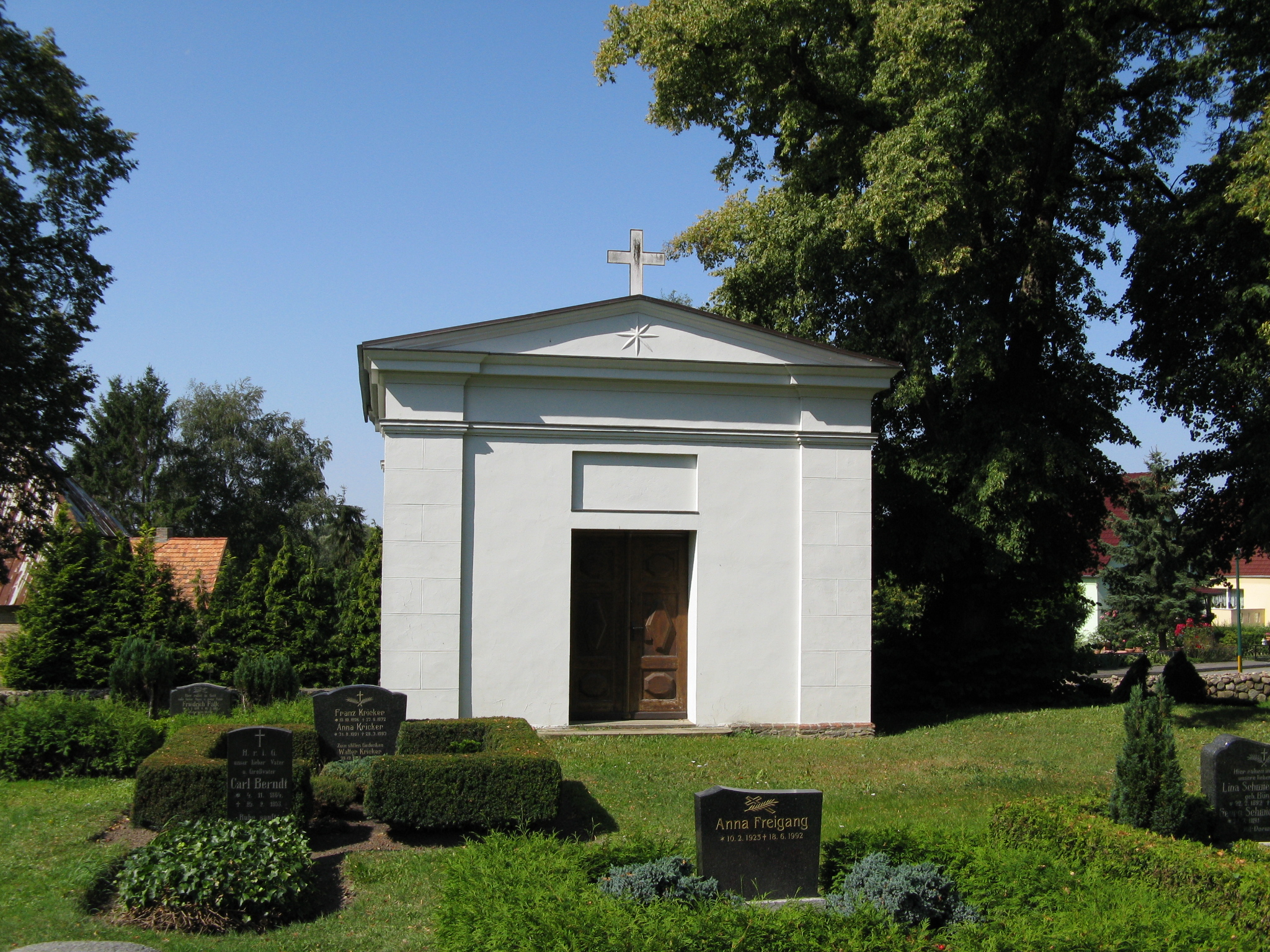
Grabkapelle auf dem Friedhof

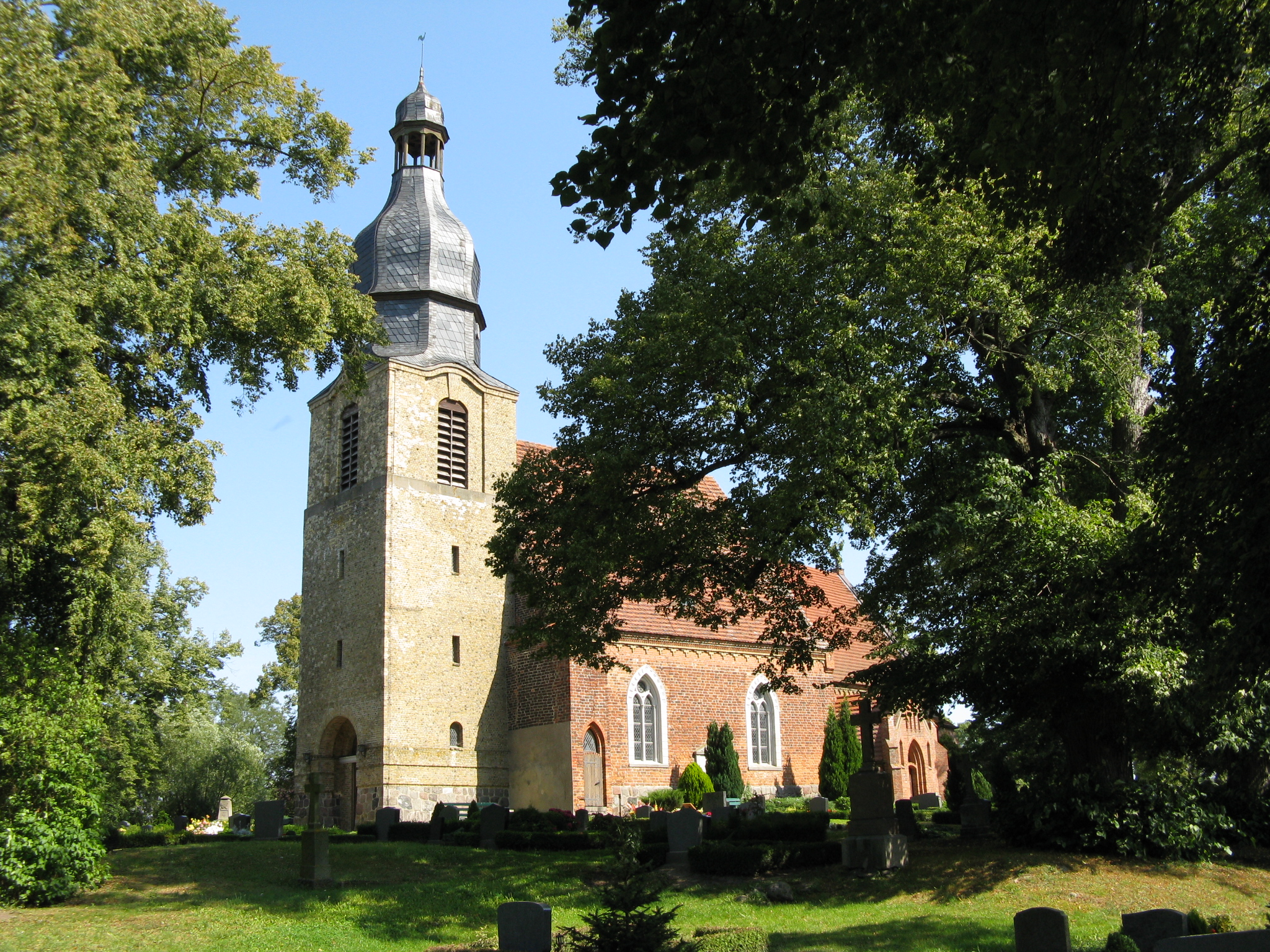
Ansicht des Gebäudes inmitten des Friedhofes

Die Kirche Boddin ist ein denkmalgeschütztes Gebäude in Boddin, einem Ortsteil der Gemeinde Walkendorf im Landkreis Rostock (Mecklenburg-Vorpommern). Die Kirchgemeinde Altkalen-Boddin gehört zur Evangelisch-Lutherischen Kirche in Norddeutschland.

## Geschichte und Architektur
Die Kirche wurde 1288 den Heiligen Nikolaus, Mauritius und Elisabeth geweiht. Erbauer waren die Levitzows auf Lunow. Der Chor ist in Feldstein gebaut, das Schiff aus Backstein wurde im 14. Jahrhundert mit einem starken Achsenknick angefügt. Bei der Renovierung im Jahre 1690 wurde eine neue Altarwand eingebaut und die Kanzel neu verziert. Das Gebäude wurde 1871 restauriert und neugotisch überformt. Die Dreifenstergruppe ist in Backstein gehalten, die Spitzbogenfenster liegen in Putzfaschen. Im Chor ist über gedrückten Schildbögen ein kuppelförmiges Kreuzrippengewölbe eingezogen. Bei Renovierungsarbeiten im Jahr 1987 kamen an der Decke im Altarraum Malereien aus dem 14. Jahrhundert zum Vorschein.

## Zum Ursprung der Kirche
Bis 1861 war über die Geschichte der Kirche kaum etwas bekannt, dann aber bei einer Renovierung wurde der Altartisch abgebrochen und es wurde eine gedrechselte Büchse aus Holz, die rot angemalt war, gefunden. Es wurden in Lappen gewickelte Reliquien der Kirchenheiligen, allerdings schon zerfallen, entdeckt. Die Büchse enthielt auch eine kleine Urkunde aus Pergament des Bischofs Hermann von Camin, der von 1252 bis 1288 lebte. Das Siegel ist gut erhalten, allerdings durch Moder von der Urkunde getrennt. Da die Büchse für das Siegel zu klein ist, sind die Unterschriften stark beschnitten. Das Siegel zeigt einen Bischof in sitzender Stellung, die rechte Hand zum Segen erhoben, in der linken Hand hält er einen Krummstab. Die übersetzte Umschrift lautet: Hermann, von Gottes Gnaden Bischof der Kirche zu Camin. Der übersetzte Text der Gründungsurkunde besagt: Im Jahre des Herrn 1288, am 2. Tage nach dem Tage des Bonifatius, ist dieser Altar geweiht worden von dem ehrwürdigen Vater – Hermann Bischof zu Camin zu Ehren des heiligen Nicolaus Mauritius, Elisabeth und der anderen Heiligen, deren Reliquien eingeschlossen sind.

## Turm
Am 17. August 1693 zerstörte ein Sturm den oberen Teil des Turmes, der im Jahre darauf von einem Zimmermeister wieder aufgebaut wurde. Ein weiterer Sturm im Jahr 1739 warf die Turmspitze herab, sie wurde wieder aufgerichtet. Im Juni 1905 traf ein Blitz den Kirchturm aus Holz, er brannte nieder. Dabei wurden auch die Glocken zerstört. Die Firma Weule baute 1921 eine Turmuhr ein. 1911 begann die Firma Stubbe aus Gnoien mit dem Bau eines gemauerten Turmes an der Westseite, durch einen Eingang ist die Kirche erschlossen. Wegen des Ersten Weltkrieges konnten die Arbeiten erst 1915 vollendet werden. Der in Backstein hochgezogene Turm ist mit einer Laterne bekrönt, die Schieferdeckung wurde 1975 erneuert. Der Turm hat eine Höhe von 34 Metern.

## Ausstattung
- Eine erste Orgel stiftete der Landrat Christian Wilhelm aus Lehsten, Caspar Sperling aus Rostock fertigte das Instrument an und bekam 232 Taler dafür. Eine umfangreiche Instandsetzung fand 1814 statt. Die Orgelbaufirma Nußbücker zerlegte das Instrument 1994, reinigte, reparierte und stimmte es neu.[11]
- Der Historienmaler Anton Dietrich aus Dresden malte 1888 ein neues Altarbild, es zeigt den sinkenden Petrus.
- An der Südseite hängt eine 1921 enthüllte Gedenktafel für die Gefallenen des Ersten Weltkrieges.
- Der Gedenkstein für die Gefallenen des Zweiten Weltkrieges fand 1995 seinen Platz. Der Findling stammt aus der Gemarkung Altvorwerk, die Inschrift brachte ein Steinmetz an, sie lautet HASS FÜHRT ZUM KRIEG. KRIEG BRINGT ZERSTÖRUNG. IM GEDENKEN AN DIE OPFER DES ZWEITEN WELTKRIEGES. ÜBERWINDE DAS BÖSE MIT DEM GUTEN.[12]
- Die Kanzel mit Schnitzfiguren der Evangelisten ist wohl eine Arbeit aus der Zeit um 1700.
- Der Orgelprospekt wurde in der zweiten Hälfte des 18. Jahrhunderts gebaut.
- Ein Kruzifix ist aus der zweiten Hälfte des 15. Jahrhunderts.
- Das Porträt des J. P. Koch wurde zum Ende des 17. Jahrhunderts gemalt.[13]
- Die Taufe von 1863 stand ursprünglich in Rothenstein an der Saale, sie wurde 1934 aufgestellt.[14]

## Glocken
Die Glockengießerei M & O Ohlsson aus Lübeck goss im Februar 1906 zwei Glocken, Ohlsen lieferte ebenfalls einen eisernen Glockenstuhl, in dem sie aufgehängt wurden. Schilling & Lattermann aus Apolda gossen 1958 zwei neue Glocken mit einem Gewicht von 760 und 300 kg. Die größere trägt die Inschrift Ehre sei Gott in der Höhe und Frieden auf Erden und die kleinere und unser Glaube ist der Sieg, der die Welt überwunden hat.

## Friedhof
Das Haupttor des ummauerten Friedhofes ist mit 1786 bezeichnet, die Linden im ältesten Teil wurden 1742 angepflanzt.
Das Tor mit drei kräftigen Pfeilern aus Backstein erschließt den Friedhof über zwei Tore. Auf dem Friedhof steht eine 1843 erbaute Kapelle, eine Malerfirma strich sie 1995 neu an. Die Friedhofsmauer stammt aus der Zeit um 1721, sie wurde von 1991 bis 1993 aufgenommen und von 1998 bis 1999 als Trockenmauer neu gebaut.

## Geistliche
- Günter Pilgrim, Pastor von 1956 bis 1967